# Rocciamelone (area protetta)
Quella del Rocciamelone è un'area naturale del Piemonte riconosciuta come sito di interesse comunitario per i suoi aspetti geologici, faunistici, floristici e vegetazionali.

## Ambiente

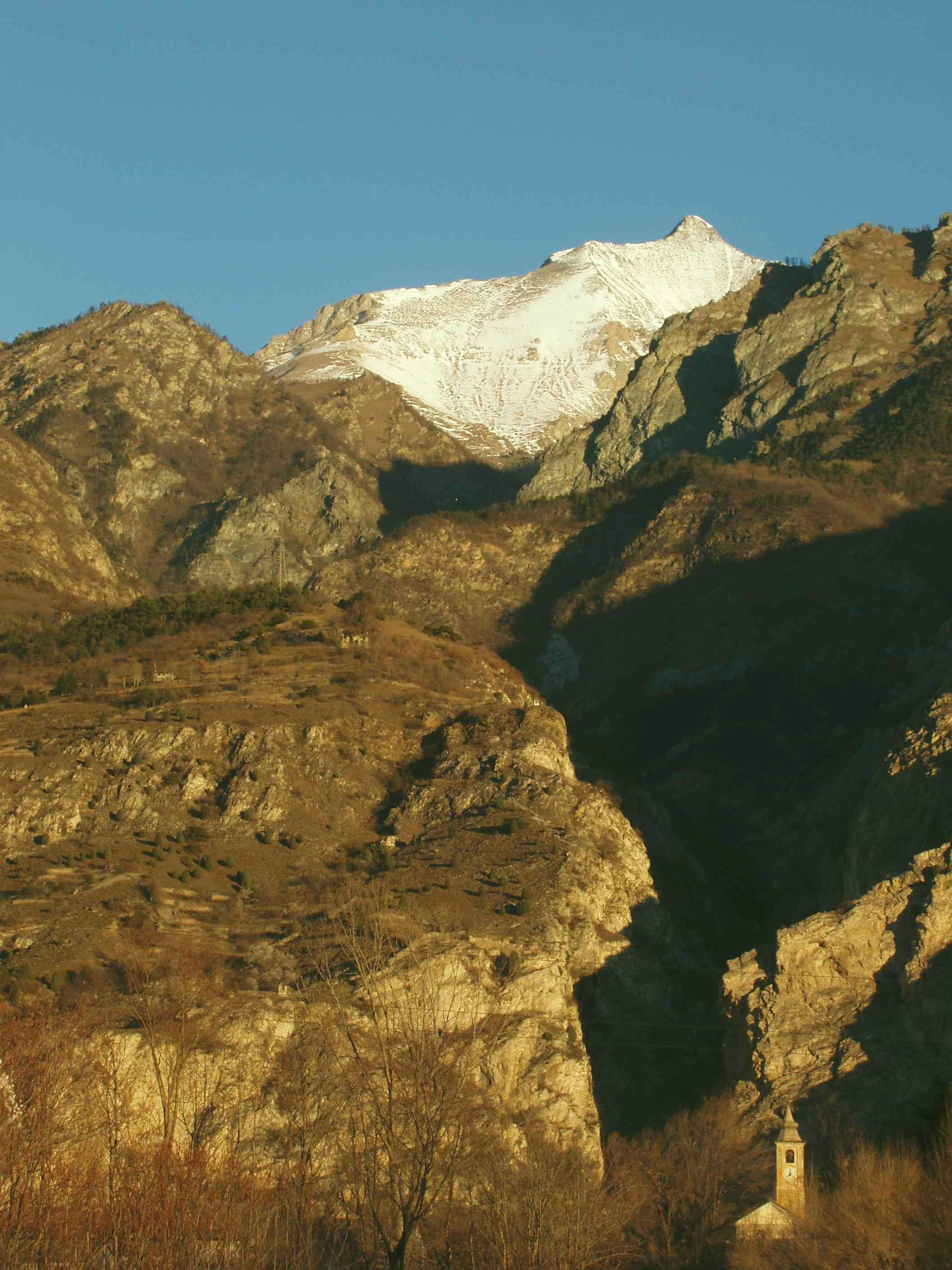
Vista dal fondovalle

Il SIC comprende il Rocciamelone, una montagna della Alpi Graie collocata in Valle di Susa a breve distanza dal confine Italo-francese. Il sito è caratterizzato da una notevole escursione altimetrica, con le sue parti più basse attorno ai 500 metri di quota e la vetta del Rocciamelone a più di 3500 metri. Nel SIC geologicamente predominano i calcescisti e gli gneiss; la sua parte bassa è a contatto con un altro SIC, quello delle Oasi xerotermiche della Val di Susa - Orrido di Chianocco e Foresto (cod. IT1110030), dove sono invece presenti rocce di tipo dolomitico.

## Flora
Il SIC è caratterizzato da una grande varietà di ambienti. Sui ghiaioni e le pietraie delle quote più elevate sono presenti alcune specie endemiche dell'arco alpino occidentale come Saussurrea alpina subsp. depressa, Alyssum alpestre e Veronica allionii. Più in basso esiste una ampia zona classificata come oasi xerotermica, dove si trovano piante tipiche dell'ambiente mediterraneo.

## Fauna
Oltre alle specie di mammiferi più tipiche delle Alpi come la marmotta, il camoscio e lo stambecco sono presenti numerose specie di uccelli come lo spioncello, il crociere e molti altri. Due interessanti specie di insetti presenti nel SIC sono Dichotrachelus manueli, un curculionide endemico delle Alpi Graie, e Polyommatus exuberans, una farfalla che è invece endemica della sola Valle di Susa.